# Рогач (Вологодская область)
Рогач — деревня в Череповецком районе Вологодской области.
Входит в состав Нелазского сельского поселения, с точки зрения административно-территориального деления — в Абакановский сельсовет.
Расстояние до центра муниципального образования Шулмы по прямой — 2 км. Ближайшие населённые пункты — Шулма, Каменник, Лединино.
Деревня Рогач зарегистрирована 16 ноября 2000 года. По данным переписи в 2002 году постоянного населения не было.